# Croaghill Turlough SAC
Croaghill Turlough SAC este o arie protejată (arie specială de conservare — SAC, sit de importanță comunitară — SCI) din Irlanda întinsă pe o suprafață de 47,35 ha, integral pe uscat.

## Localizare
Centrul sitului Croaghill Turlough SAC este situat la coordonatele 53°41′07″N 8°36′48″W / 53.685185°N 8.613204°V.

## Înființare
Situl Croaghill Turlough SAC a fost declarat sit de importanță comunitară în noiembrie 1997 pentru a proteja 2 specii de animale. Situl a fost protejat și ca arie specială de conservare în mai 2016.

## Biodiversitate
Situată în ecoregiunea atlantică, aria protejată conține 1 habitat natural: Turlough.
La baza desemnării sitului se află mai multe specii protejate de  păsări (2): rață mare (Anas platyrhynchos), nagâț (Vanellus vanellus).
Pe lângă speciile protejate, pe teritoriul sitului au mai fost identificate 1 specie de plante.